# Ауси (кокошка)
Ауси наричана още Австралийска кокошка (англ.Australian Gamefowl) е австралийска порода кокошка.

## История
Породата е селектирана през втората половина на деветнадесети век в щата Нов Южен Уелс,Австралия. Породата е селектирана от австралийски английски породи. Теглото на птицата е от 4.5 до 5 килограма. Няма специфичен цвят за тази порода.

## Разпространение
Представителите на породата се срещат в цяла Южна Австралия.